# John Michael Hayes
John Michael Hayes (11 de mayo de 1919 – 19 de noviembre de 2008) fue un guionista estadounidense que escribió algunas de las películas de mayor éxito de Hitchcock durante la década de los cincuenta, tales como: La ventana indiscreta, Atrapa a un ladrón o El hombre que sabía demasiado.

## Primeros años
Hayes nació en Worcester, Massachusetts el 11 de mayo de 1919 y sus padres fueron John Michael Hayes y Ellen Mabel Hayes. El padre de Hayes fue un fabricante de herramientas y tintes pero de joven cantó y actuó en algunas de las primeras giras del Keith-Albee-Orpheum.
Durante su periodo de educación en la infancia , entre los grados de segundo y quinto, Hayes tuvo muchas faltas de asistencia debido a sus infecciones de oídos. Fue durante este periodo que descbrió su pasión por la lectura. Durante sus estudios superiores se convirtió en el jefe de redactores del The Spectator, el periódico del colegio y a la edad de 16 años fue el encargado de redactar el anuario. Tanto gustó su trabajo que llamó la atención de los responsables del periódico de Worcester, el Evening Gazette, donde a Hayes se le encargó que escribiera pequeños artículos sobre las actividades de los Boy Scout.

## Etapa en la radio
Hayes empezó a interesarse por el mundo de la radio y ganó un concurso escribiendo historias radiofónicas para la Crosley Corporation en Cincinnati Tras un periodo en el ejército durante la II Guerra Mundial se trasladó a California y reanudó su carrera en la radio. En California escribió para varias series radiofónicas como fueron The Adventures of Sam Spade, Alias Jane Doe o Inner Sanctum Mysteries por citar sólo algunas.

## Etapa en el cine
Su éxito en la radio trajo consigo una invitación de la Universal Studios para que escribiera guiones cinematográficos. Su primera aparición en los créditos de una película fue en Redball Express de 1952. La mayoría del trabajo de Hayes para el cine fueron melodramas de gran presupuesto como Torch Song con  Joan Crawford, BUtterfield 8 con Elizabeth Taylor, Los insaciables con Carroll Baker, y Where Love Has Gone con Susan Hayward y Bette Davis. Su adaptación de Peyton Place en 1957 le dio su primera nominación a los premios Oscar.
Hayes colaboró con el director Alfred Hitchcock en cuatro películas: La ventana indiscreta con la que ganó un Premio Edgar y obtuvo otra nominación a los Oscar. Atrapa a un ladrón. Pero... ¿Quién mató a Harry? y El hombre que sabía demasiado.
Su primera colaboración (La ventana indiscreta) está considerado por muchos críticos como uno de los mejores y más emocionantes thriller de Hitchock. Y con El hombre que sabía demasiado consiguieron ser uno de los mayores éxitos de taquilla en ese año.
Tras varios años de retiro Hayes resurgió para escribir junto al director Charles Haid un drama familiar de aventuras, Iron Will de 1994 y con Kevin Spacey como protagonista. 

## Últimos años
Posteriormente estuvo dando clases de guionista en el Dartmouth College hasta que se retiró en el año 2000.
En 2001 Hayes colaboró con Steven DeRosa en su libro: Writing with Hitchcock (escribiendo con Hitchcock) donde aporta muchas de sus experiencias con el director.
En 2004 el Sindicato de Guionistas de Estados Unidos le otorgó a Hayes su más honroso galardón, el Screen Laurel Award.
John Michael Hayes murió de causas naturales el 19 de noviembre de 2008 en Hanover (Nuevo Hampshire).

## Filmografía
- Torch Song (1953)
- La ventana indiscreta (1954)
- Atrapa a un ladrón (1955)
- Pero... ¿Quién mató a Harry? (1955)
- El hombre que sabía demasiado (1956)
- Peyton Place (1957)
- The Matchmaker (1958)
- BUtterfield 8 (1960)
- The Children's Hour (La Calumnia) (1961)
- The Chalk Garden (1964)
- Where Love Has Gone (1964)
- Harlow (1965)
- Nevada Smith (1966)
- Judith (1966)
- Winter Kill (1974)
- Pancho Barnes (1988)
- Iron Will (1994)

## Premios y distinciones
Premios Óscar
| Año  | Categoría                        | Película              | Resultado |
| ---- | -------------------------------- | --------------------- | --------- |
| 1955 | Mejor guion                      | La ventana indiscreta | Nominado  |
| 1958 | Mejor argumento y guion adaptado | Vidas borrascosas     | Nominado  |